# Romeo and Juliet (canción de Blue System)
Romeo And Juliet (Romeo y Julieta) es el primer sencillo del séptimo álbum de Blue System, Hello America. Es publicado en 1991 por Hanseatic M.V. y distribuido por BMG. La letra, música, arreglos y producción pertenecen a Dieter Bohlen, La coproducción estuvo a cargo de Luis Rodriguez.

## Sencillos
7" Single Hansa 115 116, 17.02.1992
1. Romeo And Juliet		        3:45
2. Romeo And Juliet (Instrumental)		3:45

12" Maxi Hansa 615 116, 17.02.1992
1. Romeo And Juliet (Maxi Version)	5:05
2. Romeo And Juliet (Single Version)	3:45
3. Romeo And Juliet (Instrumental)	3:45

CD-Maxi Hansa 665 116, 17.02.1992
1. Romeo And Juliet (Single Version)	3:45
2. Romeo And Juliet (Maxi Version)	5:05
3. Romeo And Juliet (Instrumental)	3:45

## Charts
El sencillo permaneció 9 semanas en el chart alemán desde el 9 de marzo de 1992 hasta el 10 de mayo de 1992. Alcanzó el #25 como máxima posición.
| Chart (1992) | Máxima posición |
| ------------ | --------------- |
| Alemania     | 25              |
| Austria      | 22              |

## Créditos
- Composición - Dieter Bohlen
- Productor, arreglos - Dieter Bohlen
- Coproductor - Luis Rodriguez
- Fotografía - Esser & Strauß
- Diseño - Ariola-Studios
- Dirección de arte - Thomas Sassenbach